# Calypogeia rhynchophylla
Espèce
Statut de conservation UICN

 VU D2 : Vulnérable
Calypogeia rhynchophylla est une espèce de plantes de la famille des Calypogeiaceae.

## Publication originale
- Candollea 18: 26. 1962.